# 鲻楚克拉虫
鲻楚克拉虫（学名：Zschokkella mugili）为两极科楚克拉虫属的动物。在中国，分布于江苏等，营寄生生活，寄生在鲻的胆囊。